# Hans Schaffner

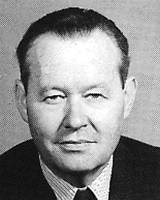
Hans Schaffner

Hans Schaffner (* 16. Dezember 1908 in Interlaken; † 26. November 2004 in Bern; heimatberechtigt in Gränichen und Unterseen) war ein Schweizer Politiker (FDP). Als Bundesrat war er Vorsteher des Eidgenössischen Volkswirtschaftsdepartements (EVD) und bekleidete einmal das Amt des Bundespräsidenten.

## Leben

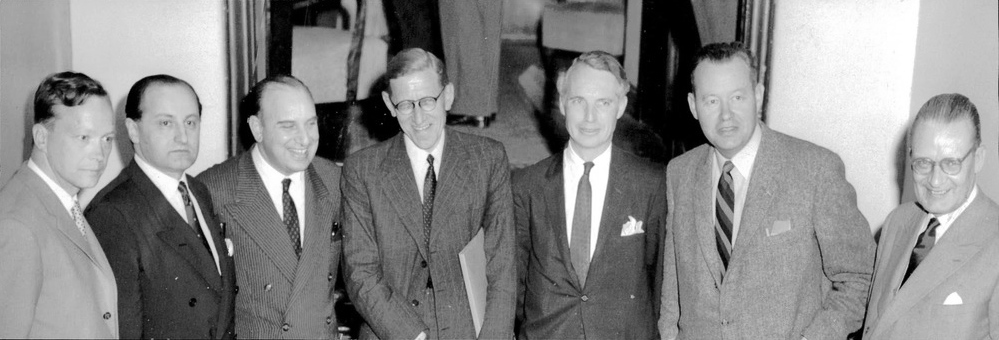
Internationales Treffen 1959 in Saltsjöbaden, von links: Verner Skak-Nielsen, Dänemark, Hubert de Besche, Schweden, Jose Calvert de Magalhaes, Portugal, John Coulson, England, Søren Christian Sommerfelt, Norwegen, Hans Schaffner und Erich Bielka, Österreich

Nach einem Jurastudium an der Universität Bern trat Schaffner 1938 in die Bundesverwaltung ein. 1941 wurde er Leiter der Zentrale für Kriegswirtschaft und war in Zusammenarbeit mit Friedrich Traugott Wahlen verantwortlich, dass die Bevölkerung mit genügend Lebensmittel und Heizmaterial versorgt wurde. Nach dem Krieg wechselte Schaffner in die Handelsabteilung, das nachmalige Bundesamt für Aussenwirtschaft (später fusioniert im Staatssekretariat für Wirtschaft). Als Direktor der Handelsabteilung war er wesentlich an der Entstehung der Europäischen Freihandelsassoziation (Efta) beteiligt. 1958, nach der Gründung der Europäischen Wirtschaftsgemeinschaft (EWG), drohte der Schweiz die Isolation von der europäischen Handelspolitik. Schaffner organisierte ein Treffen mit seinen Kollegen aus den Nicht-EWG-Staaten, an dem die Idee einer Freihandelszone ausgearbeitet wurde. Unter der Bezeichnung «Beamtenverschwörung» ging dieses Treffen in die Geschichte der Efta ein, und Schaffner wurde als «Vater der Efta» bezeichnet.
Am 15. Juni 1961 wurde er in den Bundesrat gewählt. Wegen seines Heimatortes Gränichen galt er als Vertreter des Kantons Aargau. Während seiner Amtszeit stand er dem Eidgenössischen Volkswirtschaftsdepartement (EVD) vor. Er engagierte sich für die Integration der Schweiz in Europa und setzte sich für ein aktives Mitwirken der Schweiz in der Efta ein. Er war Bundespräsident im Jahre 1966 und Vizepräsident im Jahre 1965. Am 31. Dezember 1969 trat er aus gesundheitlichen Gründen zurück.
Nach seinem Rücktritt aus dem Bundesrat nahm Schaffner ab 1970 an den Konzernleitungssitzungen der Firma Brown, Boveri & Cie (BBC) in Hinblick auf die voraussichtliche Übernahme des Präsidentenamtes von BBC teil. An der darauffolgenden Aktionärsversammlung wurde Schaffner im Sommer 1970 in den Verwaltungsrat gewählt. In der Diskussion kritisierte der Präsident des BBC-Hausverbandes die Wahl Schaffner heftig. Schaffner gab Tage nachher das Amt als Verwaltungsrat auf Grund der aufflammenden Kritik wieder ab.
Schaffner engagierte sich später in verschiedenen internationalen Kommissionen, unter anderem in der Expertengruppe der UNO über die Tätigkeit multinationaler Konzerne in der Dritten Welt.
Ausserdem war er Vizepräsident der Sandoz AG und im Verwaltungsrat von Alusuisse, der Textilmaschinenfabrik Rieter AG und der Kabelwerke in Cossonay.
Hans Schaffner war erst der dritte Bundesrat, der in die Landesregierung gewählt wurde, ohne zuvor den Eidgenössischen Räten oder einem kantonalen Regierungsrat angehört zu haben.

## Wahlergebnisse in der Bundesversammlung
- 1961: Wahl in den Bundesrat mit 175 Stimmen (absolutes Mehr: 108 Stimmen)
- 1963: Wiederwahl als Bundesrat mit 171 Stimmen (absolutes Mehr: 98 Stimmen)
- 1964: Wahl zum Vizepräsidenten des Bundesrates mit 190 Stimmen (absolutes Mehr: 98 Stimmen)
- 1965: Wahl zum Bundespräsidenten mit 198 Stimmen (absolutes Mehr: 107 Stimmen)
- 1967: Wiederwahl als Bundesrat mit 162 Stimmen (absolutes Mehr: 92 Stimmen)